# 1994년 일본 프로 야구 올스타전
1994년 일본 프로 야구 올스타전은 1994년 7월 19일과 7월 20일에 열린 일본 프로 야구의 올스타전 경기이다. 정식 명칭은 1994 산요 올스타 게임(1994 サンヨー オールスターゲーム, 1994 SANYO ALL STAR GAME).

## 개요
전년도 일본 시리즈 정상에 오른 야쿠르트 스왈로스의 노무라 가쓰야 감독이 센트럴 리그 올스타팀을 지휘했고 퍼시픽 리그 우승을 이끈 세이부 라이온스의 모리 마사아키 감독이 퍼시픽 리그 올스타팀을 지휘한 1994년 올스타전에서는 마쓰이 히데키, 이치로를 시작으로 해서 신조 쓰요시, 이라부 히데키, 야부 게이이치, 다카쓰 신고 등 후에 메이저 리그에서도 활약하는 젊은 선수들이 연달아 등장했다.
1차전에서 노무라 감독은 공식전에서의 한 번도 타순에서 4번으로 선발 출전한 적이 없는 요미우리 자이언츠의 마쓰이 히데키를 센트럴 올스타팀의 4번 타자로 기용했다. 당시 마쓰이는 20세 1개월이라는 나이로 양 팀을 통해서 역대 최연소 선수였다. 경기를 내내 리드한 것은 그 해에 퍼시픽 리그 우승 쟁탈전에서 태풍의 눈으로 급부상해 맹추격을 이어가던 후쿠오카 다이에 호크스의 타격진으로, 4안타를 기록한 아키야마 고지를 필두로 마쓰나가 히로미·요시나가 고이치로가 각각 3안타, 브라이언 트랙슬러가 2안타로 그 뒤를 이었는데 총 8점을 기록한 퍼시픽 올스타팀이 먼저 1승을 올렸다. 계속되는 2차전에서는 젊은 선수에게 지지 않겠다며 39세의 대베테랑 투수인 사토 요시노리가 퍼시픽 올스타팀의 선발로 등판해 3이닝 1실점으로 호투하는 활약을 보였다.
그 해까지 6인제였던 심판이 이듬해인 1995년부터는 4인제로 변경됐다(후에 6인제로 돌아감).

## 출장 선수
| 센트럴 리그 | 센트럴 리그       | 센트럴 리그 | 센트럴 리그 |
| ----------- | ----------------- | ----------- | ----------- |
| 감독        | 노무라 가쓰야     | 야쿠르트    |             |
| 코치        | 다카기 모리미치   | 주니치      |             |
| 코치        | 나가시마 시게오   | 요미우리    |             |
| 투수        | 야부 게이이치     | 한신        | 첫 출장     |
| 투수        | 오카바야시 요이치 | 야쿠르트    | 3           |
| 투수        | 다카쓰 신고       | 야쿠르트    | 첫 출장     |
| 투수        | 이마나카 신지     | 주니치      | 3           |
| 투수        | 야마모토 마사히로 | 주니치      | 4           |
| 투수        | 사이토 마사키     | 요미우리    | 4           |
| 투수        | 마키하라 히로미   | 요미우리    | 5           |
| 투수        | 구와타 마스미     | 요미우리    | 7           |
| 투수        | 사이토 다카시     | 요코하마    | 첫 출장     |
| 투수        | 기토 마코토       | 히로시마    | 첫 출장     |
| 포수        | 후루타 아쓰야     | 야쿠르트    | 5           |
| 포수        | 무라타 신이치     | 요미우리    | 첫 출장     |
| 포수        | 니시야마 슈지     | 히로시마    | 첫 출장     |
| 1루수       | T. 오말리         | 한신        | 2           |
| 2루수       | 와다 유타카       | 한신        | 4           |
| 3루수       | 야기 히로시       | 한신        | 2           |
| 유격수      | 이케야마 다카히로 | 야쿠르트    | 7           |
| 내야수      | 다쓰나미 가즈요시 | 주니치      | 3           |
| 내야수      | 다이호 야스아키   | 주니치      | 2           |
| 내야수      | 노무라 겐지로     | 히로시마    | 4           |
| 내야수      | 히로사와 가쓰미▲  | 야쿠르트    | 8           |
| 외야수      | 신조 쓰요시       | 한신        | 첫 출장     |
| 외야수      | 마쓰이 히데키     | 요미우리    | 첫 출장     |
| 외야수      | 가메야마 쓰토무   | 한신        | 2           |
| 외야수      | 히코노 도시카쓰   | 주니치      | 3           |
| 외야수      | A. 파웰           | 주니치      | 첫 출장     |
| 외야수      | 하타야마 히토시   | 요코하마    | 2           |
| 외야수      | G. 브랙스         | 요코하마    | 첫 출장     |
| 외야수      | 마에다 도모노리   | 히로시마    | 2           |

| 퍼시픽 리그 | 퍼시픽 리그       | 퍼시픽 리그 | 퍼시픽 리그 |
| ----------- | ----------------- | ----------- | ----------- |
| 감독        | 모리 마사아키     | 세이부      |             |
| 코치        | 오사와 게이지     | 닛폰햄      |             |
| 코치        | 오기 아키라       | 오릭스      |             |
| 투수        | 이라부 히데키     | 지바 롯데   | 첫 출장     |
| 투수        | 신타니 히로시     | 세이부      | 첫 출장     |
| 투수        | 스기야마 겐토     | 세이부      | 첫 출장     |
| 투수        | 니시자키 유키히로 | 닛폰햄      | 6           |
| 투수        | 사토 요시노리     | 오릭스      | 7           |
| 투수        | 노모 히데오       | 긴테쓰      | 5           |
| 투수        | 야마사키 신타로   | 긴테쓰      | 첫 출장     |
| 투수        | 아카호리 모토유키 | 긴테쓰      | 3           |
| 투수        | 요시다 도요히코   | 다이에      | 3           |
| 투수        | 시모야나기 쓰요시 | 다이에      | 첫 출장     |
| 포수        | 이토 쓰토무       | 세이부      | 11          |
| 포수        | 다무라 후지오     | 닛폰햄      | 9           |
| 포수        | 요시나가 고이치로 | 다이에      | 3           |
| 1루수       | 기요하라 가즈히로 | 세이부      | 9           |
| 2루수       | 쓰지 하쓰히코     | 세이부      | 8           |
| 3루수       | 이시게 히로미치   | 세이부      | 14          |
| 유격수      | 히로세 데쓰로     | 닛폰햄      | 2           |
| 내야수      | 다나베 노리오     | 세이부      | 2           |
| 내야수      | 오가와 히로후미   | 오릭스      | 3           |
| 내야수      | 이시이 히로오     | 긴테쓰      | 3           |
| 내야수      | 하쓰시바 기요시   | 지바 롯데   | 첫 출장     |
| 내야수      | 마쓰나가 히로미   | 다이에      | 10          |
| 내야수      | B. 트랙슬러       | 다이에      | 첫 출장     |
| 외야수      | 아키야마 고지     | 다이에      | 10          |
| 외야수      | 이치로            | 오릭스      | 첫 출장     |
| 외야수      | 사사키 마코토     | 세이부      | 5           |
| 외야수      | 다나카 유키오     | 닛폰햄      | 5           |
| 외야수      | 다카하시 사토시   | 오릭스      | 3           |
| 외야수      | 스즈키 다카히사▲  | 긴테쓰      | 3           |

- 굵은 글씨는 팬 투표로 선출된 선수, ▲는 출장 사퇴 선수 발생에 의한 보충 선수.

## 올스타전 경기 결과

### 1차전
이 경기가 돔 구장이 되기 전 세이부 라이온스 구장에서의 마지막 올스타전이 됐다.

#### 스코어
| 팀 | 1 | 2 | 3 | 4 | 5 | 6 | 7 | 8 | 9 | R | H  | E |
| 센트럴 | 0 | 0 | 0 | 0 | 1 | 0 | 0 | 0 | 0 | 1 | 5  | 1 |
| 퍼시픽 | 3 | 0 | 0 | 1 | 2 | 1 | 0 | 1 | X | 8 | 14 | 1 |
| 승리 투수: 이라부 히데키(지바 롯데) 패전 투수: 사이토 마사키(요미우리) 홈런: 퍼시픽 – 사사키 마코토(세이부·1회 2점), 아키야마 고지(다이에·4회 1점), 오가와 히로후미(오릭스·8회 1점) |   |   |   |   |   |   |   |   |   |   |    |   |

#### 출장 선수
| 센트럴 | 센트럴 | 센트럴            |
| 타순   | 수비   | 선수              |
| ------ | ------ | ----------------- |
| 1      | (二)   | 와다 유타카       |
| 2      | (유)   | 노무라 겐지로     |
| 3      | (지)   | T. 오말리         |
| 4      | (우)   | 마쓰이 히데키     |
| 5      | (좌)   | G. 브랙스         |
| 6      | (一)   | 다이호 야스아키   |
| 7      | (三)   | 이케야마 다카히로 |
| 8      | (중)   | 하타야마 히토시   |
| 9      | (포)   | 무라타 신이치     |
|        | (투)   | 사이토 마사키     |

| 퍼시픽 | 퍼시픽 | 퍼시픽            |
| 타순   | 수비   | 선수              |
| ------ | ------ | ----------------- |
| 1      | (좌)   | 이치로            |
| 2      | (三)   | 마쓰나가 히로미   |
| 3      | (우)   | 사사키 마코토     |
| 4      | (一)   | 기요하라 가즈히로 |
| 5      | (지)   | B. 트랙슬러       |
| 6      | (중)   | 아키야마 고지     |
| 7      | (포)   | 요시나가 고이치로 |
| 8      | (유)   | 히로세 데쓰로     |
| 9      | (二)   | 쓰지 하쓰히코     |
|        | (투)   | 이라부 히데키     |

#### 수상 선수
MVP
- 아키야마 고지(다이에)

### 2차전
이 경기가 나고야 구장에서의 마지막 올스타전이 됐다.

#### 스코어
| 팀 | 1 | 2 | 3 | 4 | 5 | 6 | 7 | 8 | 9 | R | H  | E |
| 퍼시픽 | 0 | 1 | 1 | 0 | 0 | 0 | 0 | 1 | 0 | 3 | 8  | 0 |
| 센트럴 | 0 | 0 | 1 | 0 | 0 | 6 | 0 | 0 | X | 7 | 13 | 1 |
| 승리 투수: 사이토 다카시(요코하마) 패전 투수: 니시자키 유키히로(닛폰햄) 홈런: 센트럴 – 히코노 도시카쓰(주니치·3회 1점) |   |   |   |   |   |   |   |   |   |   |    |   |

#### 출장 선수
| 퍼시픽 | 퍼시픽 | 퍼시픽            |
| 타순   | 수비   | 선수              |
| ------ | ------ | ----------------- |
| 1      | (좌)   | 이치로            |
| 2      | (二)   | 오가와 히로후미   |
| 3      | (우)   | 다나카 유키오     |
| 4      | (一)   | 기요하라 가즈히로 |
| 5      | (지)   | 이시이 히로오     |
| 6      | (중)   | 아키야마 고지     |
| 7      | (三)   | 이시게 히로미치   |
| 8      | (포)   | 다무라 후지오     |
| 9      | (유)   | 다나베 노리오     |
|        | (투)   | 사토 요시노리     |

| 센트럴 | 센트럴 | 센트럴            |
| 타순   | 수비   | 선수              |
| ------ | ------ | ----------------- |
| 1      | (중)   | 히코노 도시카쓰   |
| 2      | (유)   | 노무라 겐지로     |
| 3      | (좌)   | A. 파웰           |
| 4      | (우)   | 마쓰이 히데키     |
| 5      | (지)   | T. 오말리         |
| 6      | (一)   | 다이호 야스아키   |
| 7      | (三)   | 히로사와 가쓰미   |
| 8      | (포)   | 후루타 아쓰야     |
| 9      | (二)   | 다쓰나미 가즈요시 |
|        | (투)   | 야마모토 마사히로 |

#### 수상 선수
MVP
- 글렌 브랙스(요코하마)

## 1차전 시작 전
1차전 경기를 앞두고 열린 일본 야구 전당 헌액식에서 ‘세계의 홈런왕’ 오 사다하루 등이 헌액됐는데 사다하루는 다음 해부터 다이에의 지휘를 맡게 된다(2008년까지 감독을 맡음, 참고로 올스타전에 복귀한 것은 2000년 이후). 앞에서 말한 헌액식이나 각종 오프닝 특별 행사의 연출은 TV 중계를 담당했던 TV 아사히의 기획이었는데, 예정된 시간을 넘기는 바람에 경기 개시 예정 시각인 18시 30분보다 46분이 지나서야 1차전이 시작됐다. 1차전 지연을 놓고 닛칸 스포츠의 노자키 야스히로가 TV 방송국이 주도하는 이벤트에 대해 비판하기도 했다.

## 같이 보기
- 일본 프로 야구 올스타전
- 일본 야구 기구(주최)
- 산요 전기(특별 협찬)